# Votivkapelle
La Chapelle Saint Louis connue simplement sous le nom de Votivkapelle (« Chapelle votive ») ou chapelle de la Croix du lac est une chapelle érigée entre 1896 et 1900 au bord du Lac de Starnberg, en souvenir du dixième anniversaire de la mort de Louis II de Bavière. L'édifice est situé au-dessus de l'endroit où ce dernier fut trouvé mort le 13 juin 1886. Devant la chapelle, une croix en bois érigée dans l'eau indique l'endroit ou le corps du roi fut retrouvé. Chaque année, le dimanche qui suit le 13 juin, anniversaire de la mort du roi, une commémoration est donnée dans la chapelle. La chapelle est dédiée à Saint Louis, Saint patron de Louis II.

## Contexte historique

### Arrestation de Louis II

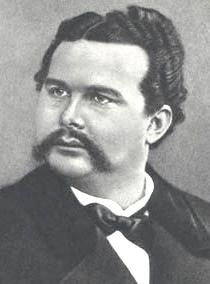
Louis II en 1886.

En 1886, une conspiration est menée par le gouvernement de Louis II avec le soutien de sa famille qui désapprouve ses dépenses colossales pour l'édification de palais. Lutz, président du conseil, commande au docteur Bernhard von Gudden, psychiatre, un rapport concluant à la paranoïa du roi et à son incapacité à régner. Le rapport est publié le 8 juin 1886 et les conspirateurs se rendent dans la nuit du 9 au 10 juin au Château du Neuschwanstein pour y arrêter le roi. Celui-ci, prévenu, les attends et fait arrêter la délégation qu'il relâche dans la journée du 10 juin.
La nuit suivante, trahi par son valet de chambre Maier, Louis II est arrêté par un groupe dissimulé dans le château et emmené dans la nuit jusqu'à Berg, ville située sur le lac de Starnberg ou le groupe arrive le 11 juin au matin.

### Mort de Louis II

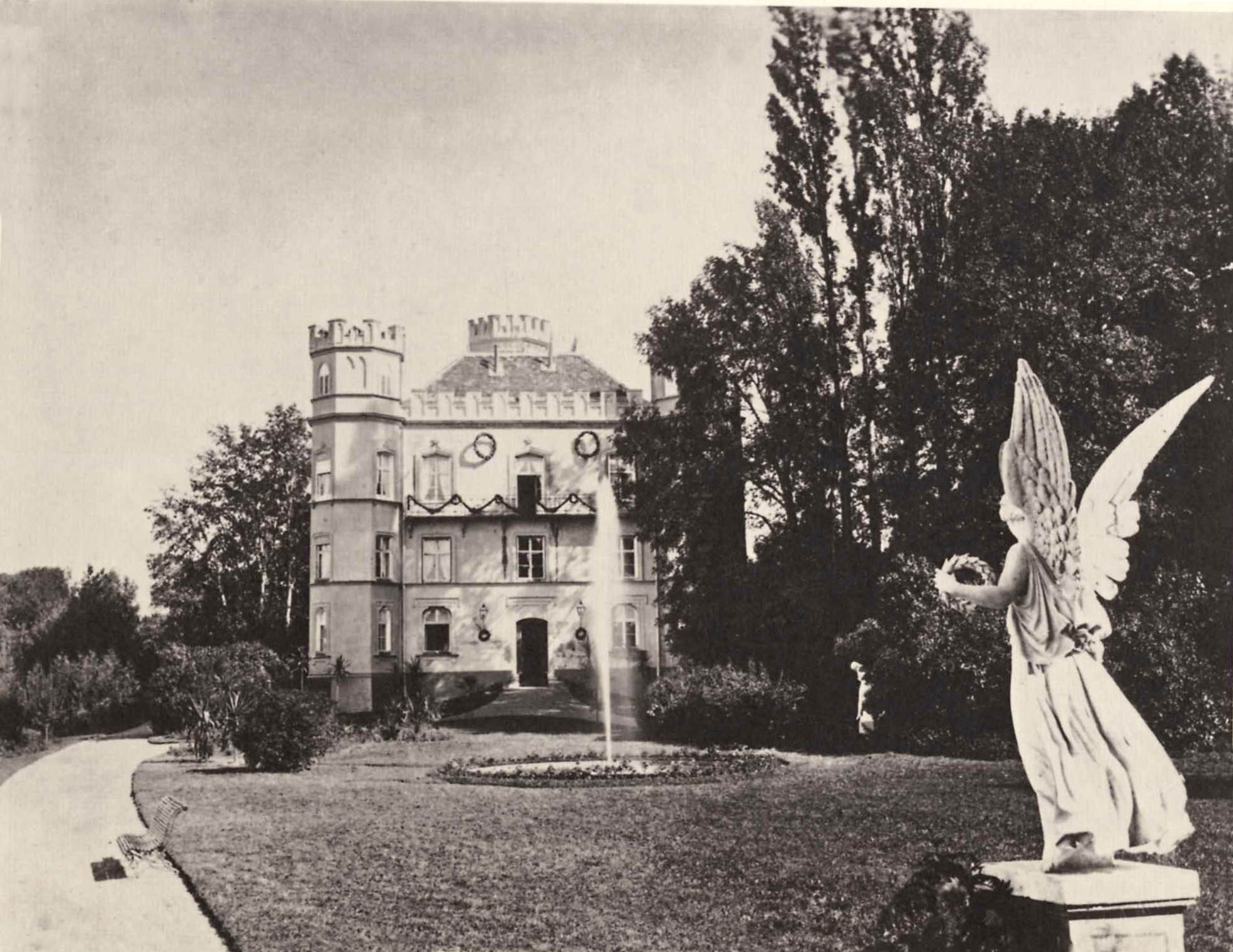
Château de Berg en 1886, lieu d'internement du roi Louis II. Les tours qui avaient été préalablement ajoutées par Louis II furent démolies pendant la seconde Guerre mondiale.

Le château de Berg est un château aimé de Louis II auquel il avait fait ajouter des tours. L'édifice a été modifié par les conspirateurs pour servir de prison royale: des grilles ont été mises aux fenêtres, les portes désormais munies d'œilletons ne s'ouvrent plus que de l'extérieur. Le 13 juin, jour de Pentecôte, Louis II souhaite assister à une messe mais cela lui est refusé,. 
Le soir venu, vers 18 heures, il demande à faire une promenade qui lui est accordée. Il quitte alors le château accompagné seulement par le docteur von Gudden (le psychiatre qui l'avait déclaré inapte à régner). N'étant pas rentrés à 20 heures, une mission de recherche est lancée. Les corps des deux hommes sont retrouvés vers 23 heures flottants dans l'eau à quelques mètres du rivage, les circonstances de leurs morts n'ont jamais pu être établies,.

## Construction
La construction de la Votivkapelle sur le lieu ou le corps de Louis II fut retrouvé débute en 1896, dix ans après la mort du roi. La chapelle est commandée par la reine Marie, mère du roi qui fait également ériger une croix dans l'eau à l'endroit précis de la découverte du corps. La première pierre est posée par le prince régent Luitpold. La construction de l'édifice dure 4 ans et est réalisée selon les plans de l'architecte de Louis II Julius Hofmann dans un style néo-roman, ou roman primitif. Hofmann meurt le 5 aout 1896 au tout début des travaux de la chapelle qui sont achevés par son fils Rudolf.
La chapelle est inaugurée le 13 juin 1900 pour le 14e anniversaire de la mort de Louis II.

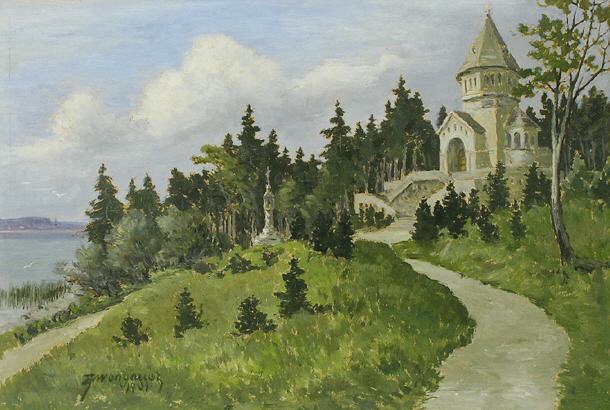
La Votivkapelle peinte par en 1901.

## Description

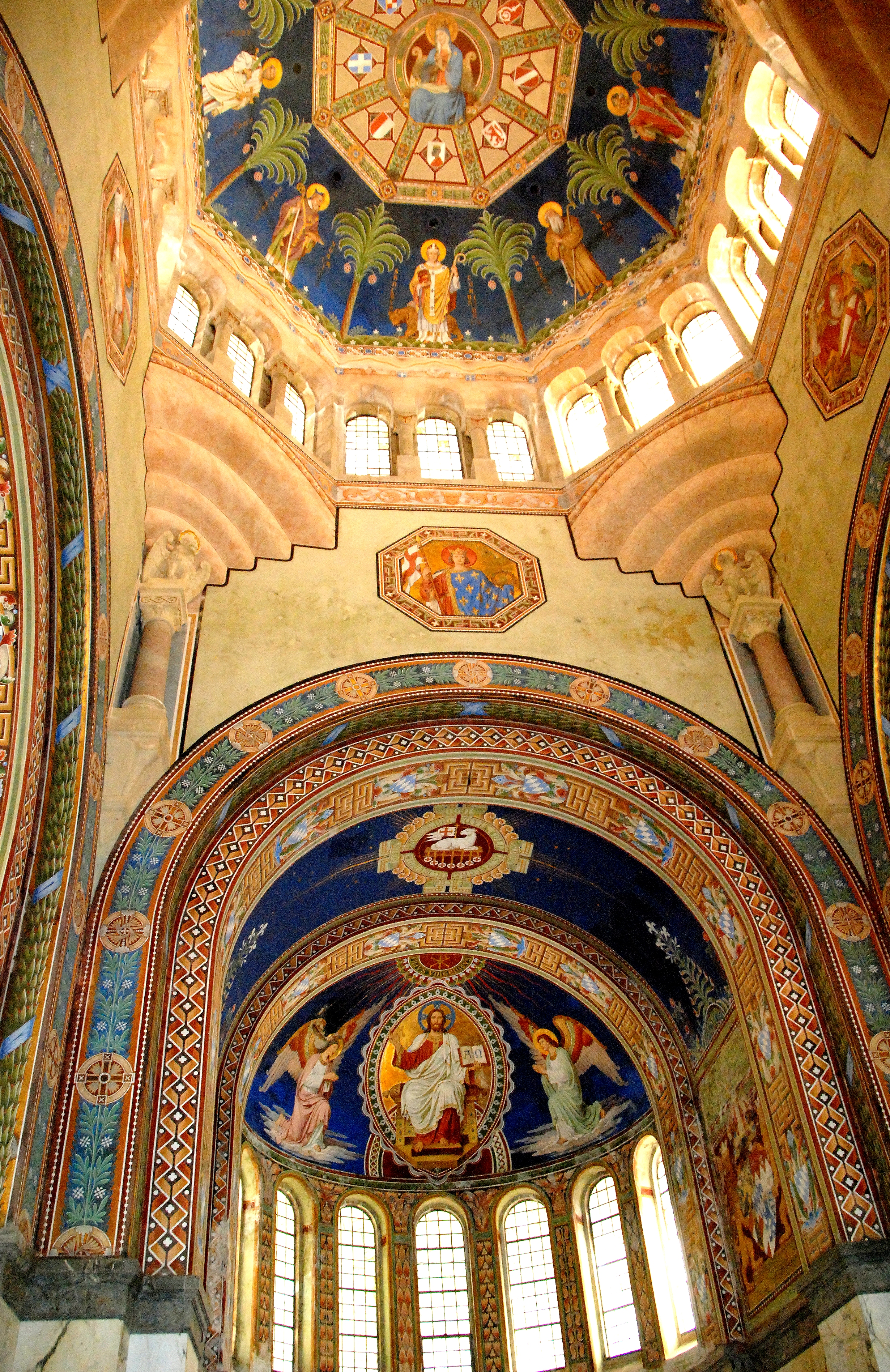
Abside et coupole de la Votivkapelle.

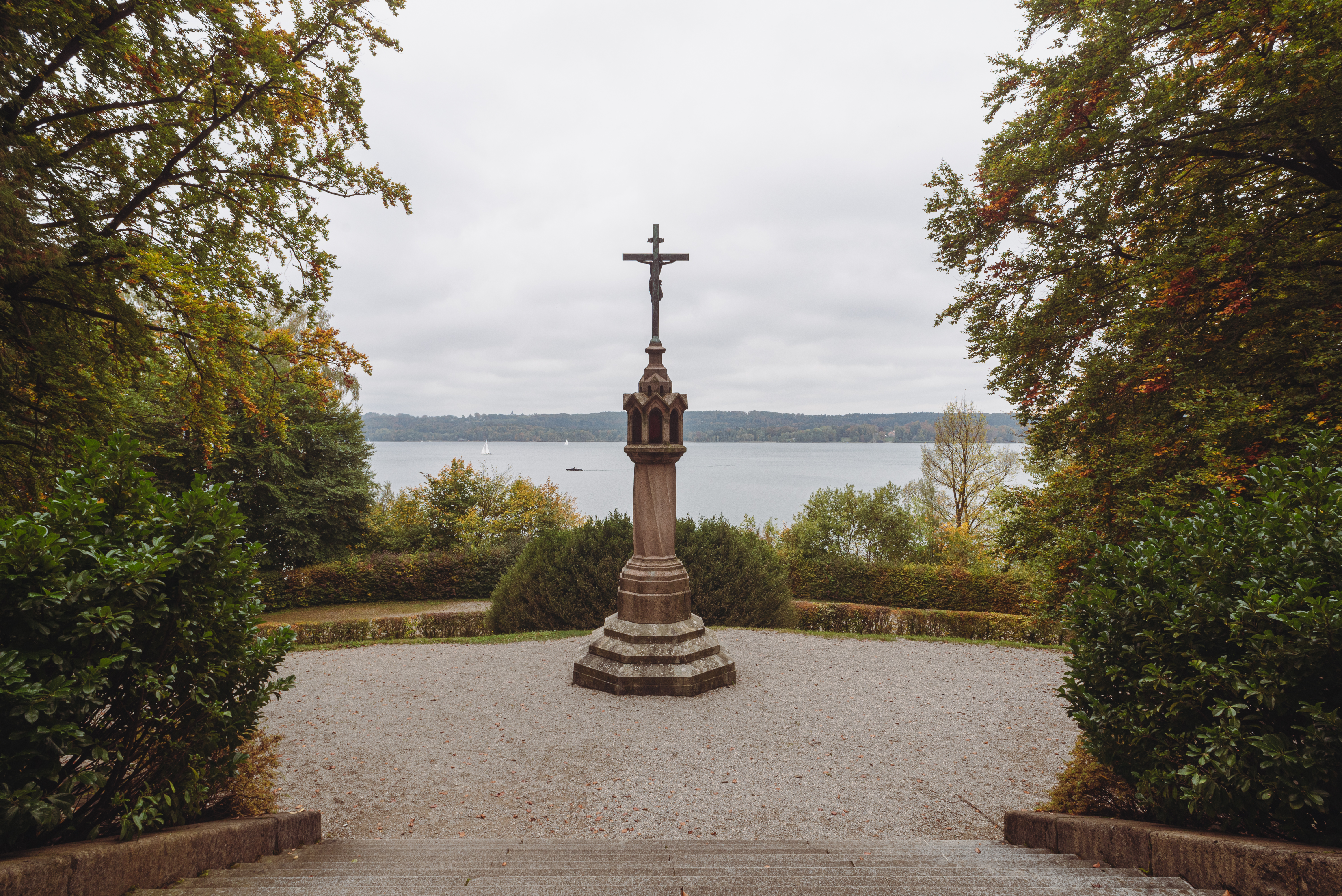
Lanterne mortuaire et lac de Starnberg

### Extérieur
La Votivkapelle est construite en calcaire coquillier. Un escalier relie la chapelle au rivage du lac ou fut érigée une croix à l'endroit de la découverte du corps de Louis II. Une lanterne mortuaire gothique surmontée d'un crucifix fut offerte par la reine Marie, mère de Louis II. Elle fut installée sur un piédestal en bas de l'escalier.
La chapelle présente un dôme octogonal reposant sur 4 trompes, chaque pan comportant trois fenêtres hautes. Le dôme culmine à 22 mètres de haut en intérieur et à 32 mètres de haut à l'extérieur.

### Intérieur
A l'intérieur, la chapelle est décorée de marbre blanc et de peintures néo-byzantines. Le style de la chapelle rappelle le style fantasque de Louis II de Bavière avec des couleurs chatoyantes, des détails exotiques et un mélange des genres entre le moderne et le style antique. La coupole peinte représente la Vierge Marie, patronne de la Bavière, entourée de palmiers et des saints patrons des huit diocèses de Bavière.
L'abside en cul-de-four représente un Christ pantocrator dans une mandorle. Les dômes latéraux sont peints en ciel étoilé.
Dans le vestibule de la chapelle se trouve une peinture du roi Louis IX de France, Saint patron de Louis II ainsi que deux tablettes rédigées en latin avec l'inscription suivante :

« Dédiée à la mémoire de Sa Majesté Louis II, Roi de Bavière, décédé ici le 13 juin 1886 après 22 ans de règne au deuil de la patrie. »